# جاناتان دانیل براون
جاناتان دانیل براون (به انگلیسی: Jonathan Daniel Brown) (زاده ۲۷ سپتامبر ۱۹۹۱) بازیگر آمریکایی است.
از فیلم‌های معروف او می‌توان به بازی در فیلم پروژه ایکس اشاره کرد.